# Jana Maximovová
Jana Maximovová (bělorusky Яна Максимова; * 9. ledna 1989, Vilnius, Litva) je běloruská atletka, která se specializuje na víceboj.
První mezinárodní úspěch zaznamenala v roce 2007, kdy na juniorském mistrovství Evropy v nizozemském Hengelu obsadila v sedmiboji 5. místo (5 512 bodů). O rok později získala na MS juniorů v Bydhošti stříbrnou medaili (5 766 bodů) a reprezentovala na letních olympijských hrách v Pekingu, kde sedmiboj dokončila na 34. místě. Na Mistrovství Evropy v atletice 2010 v Barceloně skončila na 18. místě (5 838 bodů).
V roce 2011 vybojovala v Ostravě na evropském šampionátu do 23 let výkonem 6 075 bodů bronzovou medaili. K bronzu ji dopomohlo vítězství ve třetí (vrh koulí - 14,45 m) a závěrečné disciplíně, běhu na 800 metrů (2:14,74).

## Osobní rekordy
- pětiboj (hala) – 4 658 bodů – 1. března 2013, Göteborg
- sedmiboj (dráha) – 6 103 bodů – 10. června 2012, Kladno